# Агнешка Радванска
Агнѐшка Рома Радва̀нска (на полски: Agnieszka Roma Radwańska) е полска тенисистка, родена на 6 март 1989 г. в Краков, Полша. Най-високото ѝ класиране в ранглистата за жени на WTA е 2-ро място, постигнато на 9 юли 2012 г.
Шампионка в турнирите за девойки от Големия шлем на Уимбълдън през 2005 г. и на Ролан Гарос през 2006 г. Същата година получава наградата за дебют на WTA.
През 2008 г. на Аустрелиън Оупън става първата полска тенисистка, достигнала четвъртфинал в турнир от Големия шлем в Откритата ера и едва втората (след Ядвига Йедрежовска от 30-те години на 20 век) с подобно постижение.
На 24 май 2008 г. минава границата 1 млн. долара от наградни фондове, като е първата полякиня, която я достига.

## Кариера

### 2006
Първият турнир на Агнешка от WTA Тур е Джи енд Ес къп от II категория в родината ѝ. След шеметно начало с 6 – 4, 4 – 6, 6 – 4 над седмата поставена Анастасия Мискина и 2 – 0 над Клара Кукалова тя е отстранена на четвъртфинала от Елена Дементиева. През юни достига връх в ранглистата на ITF и получава уайлд кард за Уимбълдън. Радванска сътворява истинска сензация на Острова с пробива си до 1/8-финалите. По пътя тя преодолява Виктория Азаренка и българката Цветана Пиронкова, за да загуби от поставената под номер 2 Ким Клейстерс с 2 – 6, 2 – 6. През август преодолява три съпернички в квалификациите на Ю Ес Оупън 2006. Във втория си турнир от Шлема Радванска стига до 2-ри кръг. На Люксембург Оупън Радванска достига до първия си полуфинал като професионалистка. Преди това побеждава Винъс Уилямс с 6 – 3, 6 – 0, като в началото е преодоляла квалификациите. До края на сезона тя се класира на два осминафинала в Линц и Хаселт. В края на годината е удостоена от WTA с наградата за дебютантка на годината.

### 2007
Вторият професионален сезон на Радванска започва в Хобарт, където тя не преминава квалификационния турнир. В дебюта си на Острелиън Оупън тя е спряна от Ана Иванович във 2-ри кръг. През март играе в основните схеми в Индиън Уелс и Маями. Във втория изхвърля бившата номер 1 Мартина Хингис в трисетов маратон, преди италианката Гарбин да я елиминира на осминафинал. През май в компанията на сестра си участва на двойки на Истанбул къп. Двете завоюват титлата след победа на финала над тандема Чан/Мирза в два сета. На сингъл световната номер 2 Мария Шарапова успява да я победи в четвъртфинален сблъсък.
Първата си титла на сингъл печели през август на състезанието от IV категория в Стокхолм без загубен сет. На финала побеждава Душевина с 6 – 1, 6 – 1 и става първата полякиня в историята с титла от WTA Тур. В последния турнир от Шлема за годината тя преодолява Моригами, Разано и номер 2 в схемата Мария Шарапова, за да отпадне от Шахар Пеер от Израел. В Цюрих Радванска отпада в квалификациите, но влиза в основния турнир като щастлива губеща. Връща си на Пеер за загубата на Ю Ес Оупън, надиграва и Хантухова, преди бъдещата шампионка Жустин Енен да я изхвърли с 2 – 0.

### 2008
На Острелиън Оупън Радванска отстранява номер 2 в схемата Светлана Кузнецова с 6 – 3, 6 – 4 и 14-ата поставена Надя Петрова в три сета, за да достигне първия в кариерата си четвъртфинал на турнир от Големия шлем. Там тя губи от Хантухова с 0 – 2 сета. Месец по-късно в Патая в турнира от IV категория Агнешка завоюва втората си титла. Без загубен сет преди финала и без съперничка от топ 80 до него тя излиза срещу американката Крейбъс и я побеждава с 6 – 2, 1 – 6, 7 – 6(4). Същият месец достига първия си полуфинал в турнир I категория на Катар Тотал Оупън в Доха, след като надиграва водачката в схемата Иванович и Доминика Цибулкова в близо тричасов изтощителен четвъртфинал. Мария Шарапова я побеждава на полуфинала с 6 – 4, 6 – 3. В Пасифик Лайф Оупън 2008 се включва директно от втория кръг и побеждава последователно Коритцева, Пън и Харкълроуд, но отпада на четвъртфинала от обичайния ѝ препъни камък Светлана Кузнецова.
Една малко изненадваща загуба в Маями е последвана от четири поредни 1/8-финали в Амелия Айлънд, Чарлстън, Берлин и Рим. Идва ред на третия трофей на Агнешка. Това става на Истанбул къп през май. Класира се за финала, след като се побеждава Пиронкова, а в мача за първото място побеждава номер 1 в схемата Елена Дементиева с 6 – 3, 6 – 2. Радванска стартира на Ролан Гарос 2008 с две бързи победи, преди да победи местната любимка Ализе Корне. Третата поставена Йелена Янкович я елиминира в 4-ти кръг с 6 – 3, 7 – 6(3).
Сезонът на трева започва страхотно за Радванска. На АЕГОН Интернешънъл 2008 Агнешка започва с победи над Виржини Разано и Хисела Дулко от Аржентина. Следва победа на номер 2 в схемата Бартоли, която я класира за финала. Радванска надделява в три сета над Надя Петрова, което ѝ гарантира титла номер 4. Уимбълдън ѝ осигурява един от редките успехи срещу Кузнецова – 6 – 4, 1 – 6, 7 – 5. Преди този мач побеждава три тенисистки от Източна Европа. За място между първите 4 отстъпва на Серина Уилямс, която става първата състезателка, изхвърлила една след друга двете сестри Радванска от един турнир. В Стокхолм Радванска защитава титлата си от предишната година, но губи от новата голяма звезда Возняцки. На Олимпийския турнир по тенис в Пекин тя е поставена под номер 8, но отпада още във 2-ри кръг от италианката Франческа Скиавоне. В последния турнир от Големия шлем за сезона Агнешка отново не сполучва срещу сестра Уилямс, този път Винъс. Загуба с 1 – 6, 3 – 6 на 1/8-финала, като преди това се справя с Шведова, Дуке Марино и Доминика Цибулкова от Словакия. В Токио Оупън 2008 достига четвъртфинал, но там Надя Петрова си отмъщава за загубената купа по-рано през сезона. В Щутгарт и Цюрих тя записва само по един успех, а последният ѝ успешен турнир е Дженерали Лейдис Линц 2008. Началото е от 2-ри кръг като по-високо поставена и 2 – 0 над Канепи. Четвъртфиналът предлага позната съперничка – Надя Петрова и 6 – 3, 6 – 2, а от финалния мач я лишава първата поставена сръбкинята Ана Иванович. Именно нея Агнешка замества в Шампионата на WTA за една среща и тя печели с 6 – 2, 7 – 5 срещу Кузнецова.

### 2009
Агнешка започва годината с турнира в Сидни, в който е поставена под номер 6. В първите два кръга преодолява в два сета съответно Сибиле Бамер и Даниела Хантухова, преди да отстъпи на бъдещата шампионка и трета поставена Елена Дементиева с 2 – 6, 7 – 5, 4 – 6. На Острелиън Оупън претърпява провал още на старта, отпадайки от една от сестрите Бондаренко – Катерина. На Газ дьо Франс 2009 печели първите си два мача, но е отстранена на четвъртфинала от Амели Моресмо, която в крайна сметка печели титлата. Следва турнира в Дубай, където Агнешка отпада още в началото от сестра си Урсула. На двойки обаче заедно с партньорката си Мария Кириленко достигат финала, където са победени от номер 2 в Световната ранглиста Кара Блек и Лизел Хубер. На Монтерей Оупън 2009 тя допуска втора поредна загуба, макар и като първа в схемата. Радванска участва и на двата Задължителни висши турнира през март. В Индиън Уелс тя изхвърля Саманта Стосър и Агнеш Савай в 1/8 финала в три сета и Александра Вожняк преди това в 3 кръг с 2 – 0, но малко изненадващо напуска БНП Париба Оупън 2009 след 6 – 7, 4 – 6 от рускинята Павлюченкова. Същият месец достига осминафинал в Кий Бискейн след победи над Танасугарн и Канепи. Като поставена под номер 8 на Порше Тенис Гран при 2009 тя преодолява Вожняк и Цветана Пиронкова, за да отпадне от водачката в ранглистата Динара Сафина след 4 – 6, 2 – 6. През май тя се включва в още два турнири от Категория Висши. В Откритото първенство на Италия попада сред последните осем, като преди това е победила друга сестра Бондаренко – Альона, Араван Резаи след 9 – 7 в тайбрека на третия сет и бившата номер едно в света Ана Иванович отново в три сета. В Мадрид Радванска изненадващо е елиминирана в първия си мач от Стосър, а впоследствие се отказва от Варшава Оупън 2009 поради контузия в гърба. На Ролан Гарос е поставена под номер 12 и отстранява парагвайката Росана де лос Риос в 1 кръг. Нови две победи над украинките Коритцева и Бондаренко я изправят срещу Светлана Кузнецова, която по-късно ще спечели титлата. Агнешка оказва солидна съпротива на рускинята, но отпада след трисетов трилър – 4 – 6, 6 – 1, 1 – 6. В турнира на двойки заедно със сестра си стига четвъртфиналната фаза. Преди Уимбълдън тя играе на трева и в Ийстбърн, където защитава миналогодишния си трофей. Виржини Разано осуетява амбициите ѝ за втори пореден успех на четвъртфинала, а Радванска се смъква до номер 14 в Световната ранглиста. На Уимбълдън полякинята повтаря най-доброто си постижения, като достига четвъртфинал. Освен Мария Хосе Мартинес Санчес тя елиминира китайките Пън и Ли и една от сензациите на годината Мелани Уден, но се отчита с едва три гейма във финалното си излизане на френските кортове срещу Винъс Уилямс.
След третия турнир от Големия шлем за годината за Агнешка предстоят пет поредни участия в състезания от Категория Висши. В Станфорд започва с победа над четвъртФиналисткаката от Ролан Гарос Сорана Кърстя. Трисетова драма със словачката Хантухова слага край на участието ѝ тук – 6 – 4, 6 – 7(6), 1 – 6. На турнира в Ел Ей като осма поставена Радванска получава право да стартира директно от 2 кръг. Победи над Сугияма и Чакветадзе я изпращат в мач отново срещу румънката Кърстя. Този път изгряващата звезда от Балканите преодолява с Агнешка. В турнира на двойки тя отново си партнира с Мария Кириленко и двете достигат финала. Там отстъпват едва в шампионския тайбрек с [7 – 10]. Достига втори кръг в Синсинати, но губи от австрийката Бамер. На Роджърс Къп 2009 Радванска няма загубен сет след три изиграни мача, единият от които е над победилата я на Острелиън Оупън Катерина Бондаренко. На 1/4-финалите среща Мария Шарапова, въпреки че е сразена 2 – 6 в първия сет, сервира за затваряне на втория при 5 – 3. Агнешка показва слаба психика и се стига до тайбрек, в който не ѝ помага и мини пробива срещу рускинята. На Пайлът Пен 2009 тя елиминира в 1 кръг Роберта Винчи от Италия. В следващия си мач срещу Разано при 1 – 1 сета е принудена да се откаже поради контузия в дясната ръка. В последния турнир от Големия шлем през 2009 г. Агнешка е дванайсета поставена в схемата. Победа с 6 – 1, 6 – 2 срещу Патриция Майр я праща срещу една от партньорките ѝ на двойки, Мария Кириленко и тя губи в три сета. Следващият ѝ турнир е в Токио, където тя побеждава Макарова, Хантухова, квалификантката Андреа Петкович и шампионката от АЕГОН Класик 2009 Магдалена Рибарикова, за да се класира за първия си полуфинал през сезона. Там отстъпва на Мария Шарапова, която печели турнира, с 3 – 6, 6 – 2, 4 – 6. Заради чудесното си представяне в Токио тя започва директно от 2 кръг в Откритото първенство на Китай. Победи над Пати Шнидер, изхвърлила сестра ѝ преди това, и Мария Хосе Мартинес Санчес я класират за единайсетия ѝ четвъртфинал за сезона. Радванска побеждава олимпийската шампионка от Пекин Дементиева и Бартоли от Франция с по 2 – 0, за да достигне първи финал през 2009 г. Силите ѝ свършват дотук и триумфира съперничката ѝ Светлана Кузнецова – 2 – 6, 4 – 6.
Следващите ѝ участия ще бъдат на Дженерали Лейдис Линц 2009 и в Купата на Кремъл.

## Личен живот
Агнешка има по-малка сестра Урсула, която също е професионална тенисистка. Многократна шампионка за девойки, Урсула влезе в топ 100 през 2009 г. От тенисистките нейни добри приятелки са Каролине Возняцки, Сорана Кърстя и Сабине Лисицки.

## Финали

### Сингъл: 20 (14 – 6)
| Легенда                              |
| ------------------------------------ |
| Турнири от Големия шлем (0 – 1)      |
| Шампионат на WTA Тур (0 – 0)         |
| Задължителни Висши & Висши 5 (4 – 3) |
| Висши (5 – 2)                        |
| Международни (5 – 0)                 |

| Финали по настилка |
| ------------------ |
| Твърда (11 – 4)    |
| Трева (1 – 2)      |
| Клей (2 – 0)       |
| Мокет (0 – 0)      |

| Изход      | No. | Дата              | Турнир                                             | Настилка | Опонентка              | Резултат                     |
| ---------- | --- | ----------------- | -------------------------------------------------- | -------- | ---------------------- | ---------------------------- |
| Шампионка  | 1.  | 5 август 2007     | Нордеа Нордик Лайт Оупън, Стокхолм, Швеция         | Твърда   | Вера Душевина          | 6 – 1, 6 – 1                 |
| Шампионка  | 2.  | 10 февруари 2008  | Патая Уименс Оупън, Патая, Тайланд                 | Твърда   | Джил Крейбъс           | 6 – 2, 1 – 6, 7 – 6(7 – 4)   |
| Шампионка  | 3.  | 19 май 2008       | Истанбул Къп, Истанбул, Турция                     | Клей     | Елена Дементиева       | 6 – 3, 6 – 2                 |
| Шампионка  | 4.  | 21 юни 2008       | Интернешънъл Уименс Оупън, Истборн, Великобритания | Трева    | Надя Петрова           | 6 – 4, 6 – 7(11 – 13), 6 – 4 |
| Финалистка | 1.  | 11 октомври 2009  | Чайна Оупън, Пекин, Китай                          | Твърда   | Светлана Кузнецова     | 2 – 6, 4 – 6                 |
| Шампионка  | 5.  | 7 август 2011     | Мъркюри Иншуърънс Оупън, Сан Диего, САЩ            | Твърда   | Вера Звонарьова        | 6 – 3, 6 – 4                 |
| Шампионка  | 6.  | 1 октомври 2011   | Торай Пан Пасифик Оупън, Токио, Япония             | Твърда   | Вера Звонарьова        | 6 – 3, 6 – 2                 |
| Шампионка  | 7.  | 9 октомври 2011   | Чайна Оупън, Пекин, Китай                          | Твърда   | Андреа Петкович        | 7 – 5, 0 – 6, 6 – 4          |
| Шампионка  | 8.  | 25 февруари 2012  | Дубай Тенис Чемпиъншипс, Дубай, ОАЕ                | Твърда   | Юлия Гьоргес           | 7 – 5, 6 – 4                 |
| Шампионка  | 9.  | 30 март 2012      | Сони Ериксон Оупън, Маями, САЩ                     | Твърда   | Мария Шарапова         | 7 – 5, 6 – 4                 |
| Шампионка  | 10. | 26 май 2012       | Бръсълс Оупън, Брюксел, Белгия                     | Клей     | Симона Халеп           | 7 – 5, 6 – 0                 |
| Финалистка | 2.  | 7 юли 2012        | Уимбълдън, Лондон, Великобритания                  | Трева    | Серина Уилямс          | 1 – 6, 7 – 5, 2 – 6          |
| Финалистка | 3.  | 29 септември 2012 | Торай Пан Пасифик Оупън, Токио, Япония             | Твърда   | Надя Петрова           | 0 – 6, 6 – 1, 3 – 6          |
| Шампионка  | 11. | 5 януари 2013     | Ей Ес Би Класик, Окланд, Нова Зеландия             | Твърда   | Янина Викмайер         | 6 – 4, 6 – 4                 |
| Шампионка  | 12. | 11 януари 2013    | Апия Интернешънъл Сидни, Сидни, Австралия          | Твърда   | Доминика Цибулкова     | 6 – 0, 6 – 0                 |
| Финалистка | 4.  | 29 юли 2013       | Банк ъф дъ Уест Класик, Станфорд, САЩ              | Твърда   | Доминика Цибулкова     | 6 – 3, 4 – 6, 4 – 6          |
| Шампионка  | 13. | 22 септември 2013 | KDB Korea Open, Сеул, Южна Корея                   | Твърда   | Анастасия Павлюченкова | 6 – 7(6 – 8), 6 – 3, 6 – 4   |
| Финалистка | 5.  | 16 март 2014      | Бе Ен Пе Париба Оупън, Индиън Уелс, САЩ            | Твърда   | Флавия Пенета          | 2 – 6, 1 – 6                 |
| Шампионка  | 14. | 10 август 2014    | Роджърс Къп, Монреал, Канада                       | Твърда   | Винъс Уилямс           | 6 – 4, 6 – 2                 |
| Финалистка | 6.  | 27 юни 2015       | Аегон Интернешънъл,Истборн, Великобритания         | Трева    | Белинда Бенчич         | 4 – 6, 6 – 4, 0 – 6          |

### Двойки: 4 (2 – 2)
| Легенда                              |
| ------------------------------------ |
| Турнири от Големия шлем (0 – 0)      |
| Шампионат на WTA Тур (0 – 0)         |
| Задължителни Висши & Висши 5 (1 – 1) |
| Висши (0 – 1)                        |
| Международни (1 – 0)                 |

| Финали по настилка |
| ------------------ |
| Твърда (1 – 2)     |
| Трева (0 – 0)      |
| Клей (1 – 0)       |
| Мокет (0 – 0)      |

| Изход      | No. | Дата             | Турнир                            | Настилка | Партньорка        | Опонентки                | Резултат                      |
| ---------- | --- | ---------------- | --------------------------------- | -------- | ----------------- | ------------------------ | ----------------------------- |
| Шампионки  | 1.  | 21 май 2007      | Истанбул, Турция                  | Клей     | Урсула Радванска  | Юн-ян Чан Саня Мирза     | 6 – 1, 6 – 3                  |
| Финалистки | 1.  | 22 февруари 2009 | Дубай, Обединени Арабски Емирства | Твърда   | Мария Кириленко   | Кара Блек Лизел Хубер    | 3 – 6, 3 – 6                  |
| Финалистки | 2.  | 9 август 2009    | Лос Анджелис, САЩ                 | Твърда   | Мария Кириленко   | Цзя-жун Чуан Зи Ян       | 0 – 6, 6 – 4, [7 – 10]        |
| Шампионки  | 2.  | 3 април 2011     | Маями, САЩ                        | Твърда   | Даниела Хантухова | Лизел Хубер Надя Петрова | 7 – 6(7 – 5), 2 – 6, [10 – 8] |